# Distretto di Santa Rosa de Sacco
Il distretto di Santa Rosa de Sacco  è uno dei dieci distretti della provincia di Yauli, in Perù. Si trova nella regione di Junín e si estende su una superficie di 101,09  chilometri quadrati.